# برکی راجان
برکی راجان (به لاتین: Baraki Rajan) یک منطقهٔ مسکونی در افغانستان است که در ولایت لوگر واقع شده‌است. برکی راجان ~۱۵٬۰۰۰ نفر جمعیت دارد.